# William Trautmann
William Ernst Trautmann fue fundador y secretario general de la Industrial Workers of the World (IWW).

## Biografía
Hijo de padres alemanes, nació en Nueva Zelanda en 1869 y se crio en Europa. Luego de hacer sus primeros estudios en Polonia, trabajó como maestro cervecero en Alemania, pero fue despedido por su activismo obrero. 
En 1890 viajó a los Estados Unidos, y se unió al sindicato de cerveceros. Trautmann fue una figura clave en la International Union of United Brewery, Flour, Cereal, Soft Drink and Distillery Workers en Milwaukee y el editor del periódico en alemán de la United Brewery Workers', el Brauer Zeitung. Fue expulsado de ese sindicato por participar en la convención para la fundación de la IWW. En 1905 se unió a otros sindialistas de la industria para fundar la Industrial Workers of the World. Entre 1905 y 1912 se destacó como organizador. 
En 1912 rompió con la dirigencia de la IWW por diferencias tácticas y por argumentar malversación de los fondos recolectados en la huelga de "Bread and Roses" en Lawrence, Massachusetts.
En 1922 publicó Riot, una novela que contaba sus expriencias como activista de la IWW durante la huelga de McKees Rocks en Pittsburgh, Pennsylvania.